# 澳門科技大学運動場
澳門科技大学運動場（マカオかぎだいがくうんどうじょう、葡：Campo Desportivo da Universidade de Ciência e Tecnologia de Macau）はマカオ氹仔にある澳門科技大学内にある陸上競技場。球技場としても使用される。略称はM.U.S.T競技場。2005年10月11日にマカオオリンピック委員会第一副主席蕭威利のテープカットで竣工。
2005年東アジア競技大会と2006年ポルトガル語圏競技大会のサッカー競技が当競技場で開催され、2007年度以降の澳門サッカーリーグ甲組及び澳門18歳以下ユースリーグの大部分が開催されている。

## 設備
競技場の敷地面積は44,800平米、観客収容人数は1,775人。10レーンの400mトラックと天然芝のインフィールドをもつ。競技場に付属して選手専用更衣室、審判員更衣室とスタッフルーム等がある。澳門科技大学運動場は2005年東アジア競技大会開催に向け建設完成した。この為施設には一長一短がある。

## 各種大会・イベント実績
- 2005年東アジア競技大会
- 2006年ポルトガル語圏競技大会